# Gioconda Belli
Gioconda Belli Pereira (Managua, 9 de diciembre de 1948) es una poeta, novelista y militante nicaragüense, quien fue exiliada y despojada de esta nacionalidad en 2023 y adoptó la chilena y posteriormente en 2024 la española.
En 1972, con su primer libro Sobre la grama, abordó sin tapujos el cuerpo y la sexualidad femenina. Su activismo le llevó a militar en el Frente Sandinista de Liberación Nacional (FSLN), de 1970 a 1993, uniéndose a la lucha contra la dictadura de la dinastía de Anastasio Somoza y más tarde a la gestión de la Revolución Popular Sandinista.
Es contraria a la deriva autoritaria del régimen dictatorial de la pareja Daniel Ortega y Rosario Murillo y tuvo que exiliarse a España en 2021.
En febrero de 2023 el Tribunal de Apelaciones de la Circunscripción Managua, en violación flagrante a la Constitución vigente, le quitó la nacionalidad nicaragüense, motivo por el cual, ella aceptó el ofrecimiento del presidente Gabriel Boric de convertirse en ciudadana chilena. También tiene la ciudadanía italiana por ascendencia. Le declararon como traidora a la patria (junto a más de 300 personas) y además le confiscaron sus propiedades y la pensión de jubilación, junto con otras 94 personas, entre ellas su hijo Camilo y su hermano Humberto.

## Biografía
Gioconda Belli nació en Managua, el 9 de diciembre de 1948. Su padre Humberto Belli, fue empresario, y su madre, Gloria Pereira, fundadora del Teatro Experimental de Managua. Belli cursó su primaria en el Colegio de La Anunciación en Managua y la secundaria en el Real Colegio de Santa Isabel en Madrid, España, en 1965. Tras obtener un diploma en Publicidad y Periodismo en Filadelfia, Estados Unidos, regresó a Managua.
En 1967 contrajo matrimonio. Su primera hija, Maryam, nació en 1969 seguida por Melissa en 1973. De su segundo matrimonio, nació Camilo en 1978. Se casó por tercera vez en 1987 de cuya unión nace Adriana en 1993. Desde 1990, alterna su tiempo entre los Estados Unidos y Nicaragua. En 2013 se establece permanentemente en Nicaragua.
Durante la dictadura somocista, Belli fue perseguida y se exilió en México y Costa Rica, hasta que, con el triunfo de la Revolución Sandinista en 1979, volvió a Nicaragua, donde desempeñó diversos cargos en el nuevo gobierno hasta su renuncia en 1993 por desavenencias con el rumbo autoritario de la gestión de Daniel Ortega. Vive exilada en Madrid.
En febrero de 2023 el Tribunal de Apelaciones de la Circunscripción Managua sentencia que Gioconda Belli, junto con otras 93 personas entre las que se encuentran Sergio Ramírez y Luis Carrión, son calificados de "traidores a la patria" y se les deshabilita para cualquier gestión o cargo público, ordenando la pérdida de la nacionalidad nicaragüense, por la oposición que han mantenido en contra de Daniel Ortega y el Frente Sandinista de Liberación Nacional.
El 23 del mismo mes, Belli aceptó el ofrecimiento del presidente de Chile, Gabriel Boric de convertirse en ciudadana chilena, esto luego de que se le hubo sustraído su nacionalidad nicaragüense.
En enero de 2024 le es otorgada la nacionalidad española por carta de naturaleza por el gobierno de España.

## Actividad política y literaria años 70-79
Belli se opuso a la dictadura de Anastasio Somoza Debayle. Desde 1970, año en que comenzó a escribir sus poemas y, como muchos intelectuales de su generación, se integró en las filas del Frente Sandinista de Liberación Nacional (FSLN). En el exilio cumplió muchas tareas en la retaguardia del movimiento revolucionario y en la difusión de la lucha anti-dictatorial en Europa y Estados Unidos.  Su libro Sobre la grama le valió en 1972, el premio de poesía más prestigioso del país en esos años, el Mariano Fiallos Gil de la Universidad Nacional Autónoma de Nicaragua (UNAN). En 1978, junto a la escritora Claribel Alegría, obtuvo el Premio Casa de las Américas en el género poesía por su libro Línea de fuego, obra que escribió mientras se encontraba viviendo exiliada en México a causa de su activismo revolucionario y que refleja su sentir sobre la situación política de Nicaragua. En esa ocasión, fue invitada también a participar como jurado, motivo por el cual viajó a Cuba para ser lectora de los libros nominados junto al escritor Julio Cortázar.

### Etapa 1980-1990

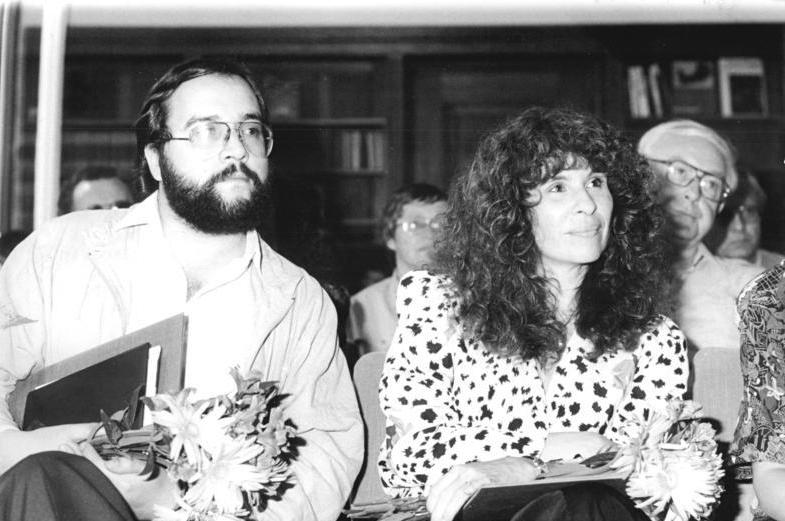
Gioconda Belli junto al escritor chileno Ramón Díaz Eterovic, en Berlín en 1989.

Después del triunfo de la Revolución Nicaragüense el 19 de julio de 1979, Belli ocupó varios cargos dentro del gobierno sandinista. En 1984 fue representante sandinista ante el Consejo Nacional de Partidos Políticos y vocera del FSLN en la campaña electoral de ese año. Belli dejó todo cargo oficial en 1986 para dedicarse a escribir su primera novela. Fungió como directiva de la Unión de Escritores y fue una de las fundadoras del suplemento literario Ventana del diario Barricada.
Entre 1982 y 1987, publicó tres libros de poesía: Truenos y arco iris, Amor insurrecto y De la costilla de Eva. Estos libros o selecciones de los mismos se han publicado en México, España, Alemania, Bélgica, Inglaterra, Italia, Eslovenia y Estados Unidos de América. En 1987, publicó El taller de las mariposas, un cuento para niños y niñas que se editó también en los idiomas alemán, neerlandés, italiano, francés, portugués, coreano y otros. Con esta obra obtuvo el Premio Luchs (Lince) del Semanario alemán Die Zeit en 1992.
En 1988 Belli publicó su primera novela La mujer habitada, que fue muy aclamada por la crítica y alcanzó en Europa y América Latina grandes tiradas y numerosas ediciones. En Alemania la novela obtuvo el Premio de los Bibliotecarios, Editores y Libreros de Alemania a la Novela Política del Año (1989). Ese año la autora recibió también el Premio Anna Seghers. Desde su publicación, la novela ha sido traducida a veinte idiomas y ha tenido gran éxito editorial en España e Italia. En Estados Unidos, Warner Books la publicó bajo el nombre The Inhabited Woman.

### Etapa 1990 a la actualidad

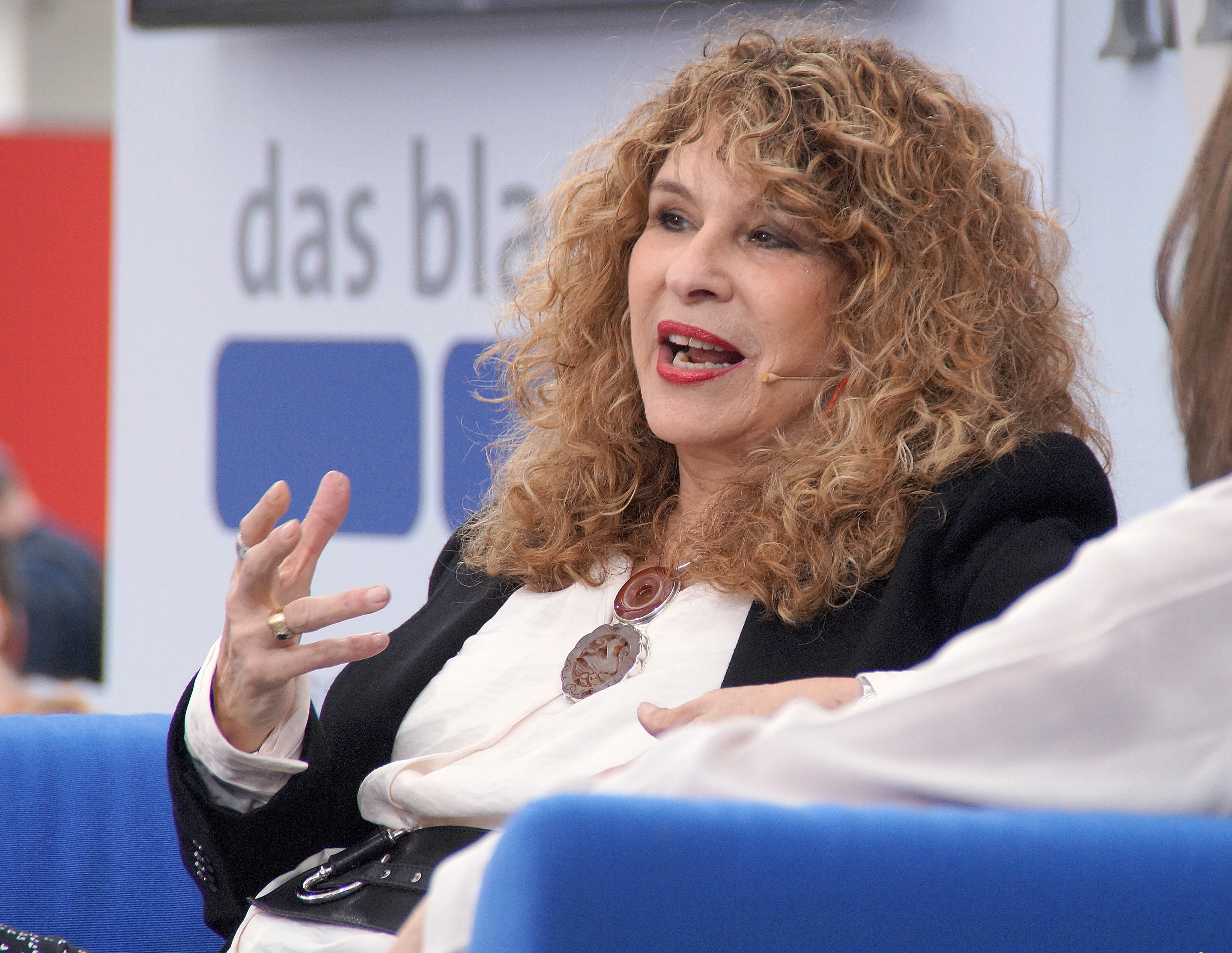
Gioconda Belli, Feria del libro de Leipzig 2016

En 1990, se publicó la segunda novela, Sofía de los presagios. Unos años más tarde, en 1996, Waslala, ambas traducidas a varios idiomas. En enero de 2001 apareció en Plaza & Janés su libro El país bajo mi piel, un testimonio –memoria de sus años en el sandinismo–, fue publicado, simultáneamente, en alemán, neerlandés e italiano. Se publicó en Estados Unidos en el otoño del 2002 bajo el sello editorial Knopf y en Inglaterra, por la Editorial Bloomsbury de Londres. Hay una edición en inglés de 2002 titulada The Country Under My Skin: A Memory of Love and War.
Su novela El pergamino de la seducción le mereció en 2005 el Premio Pluma de Plata en la Feria del Libro de Bilbao, España. En 2006, con su poemario Fuego soy apartado y espada puesta lejos ganó el Premio Internacional de Poesía Ciudad de Melilla en su XXVIII edición.
La cantante catalana Carme Canela grabó un disco con algunos de sus poemas de madurez en clave de jazz que se editó en la primavera de 2008, de título Carme Canela canta Gioconda Belli. Sencillos Deseos. En febrero de ese mismo año, Belli publicó su novela El infinito en la palma de la mano, que fue merecedora del Premio Biblioteca Breve de Novela de 2008 otorgado por la editorial española Seix Barral y el Premio Sor Juana Inés de la Cruz de la Feria Internacional del Libro de Guadalajara.
El país de las mujeres (2010) habla de un país gobernado por mujeres. El libro fue titulado originalmente con el nombre de Crónicas de la Izquierda Erótica, basado en el Partido de la Izquierda Erótica que, en la novela, es el que fundan un grupo de mujeres en la ficticia Faguas y con el que llegan al poder. El nombre "Partido de la Izquierda Erótica" fue utilizado en Nicaragua en los años 80 por un grupo de mujeres entre las que estaba Belli. Lo llamaban el PIE, y fue bautizado así en honor al término acuñado en el poemario de la poeta guatemalteca Ana María Rodas, Poemas de la Izquierda Erótica,El intenso calor de la luna fue lanzada en agosto en Latinoamérica, y en septiembre de 2014 en España.
En 2018 se publicó su novela Las fiebres de la memoria que relata una curiosa historia familiar. Esta novela fue una de las cinco finalistas del Premio Bienal de Novela Mario Vargas Llosa. También en 2018 se publicó una selección de sus ensayos en España y Alemania, "Rebeliones y Revelaciones", que en alemán fue traducida como "Soy un inmenso país". En 2022 se publicó otro libro de ensayos: "Luciérnagas" en la editorial Seix Barral en Argentina.
En octubre de 2020, su poemario El pez rojo que nada en el pecho ganó el XXX Premio de Poesía Jaime Gil de Biedma, en Segovia, España.
En 2024 publicó la novela Un silencio lleno de murmullos, donde comparte sus reflexiones sobre la condición humana y el esfuerzo en la vida.

## Obra
Poesía
- Sobre la grama (1972)
- Línea de fuego (1978)
- Truenos y arco iris (1982)
- Amor insurrecto (1984) - Antología
- De la costilla de Eva (1986)
- Poesía reunida (1989)
- El ojo de la mujer (1991) - Antología
- Apogeo (1997)
- Mi íntima multitud (2003)
- Fuego soy apartado y espada puesta lejos (2006)
- Escándalo de miel (2011) - Antología
- En la avanzada juventud (2013)
- Eva advierte sobre las manzanas(2014)
- El pez rojo que nada en el pecho (2020)
- Una mujer furiosamente piel (2020)

Novelas
- La mujer habitada (1988)
- Sofía de los presagios (1990)
- Waslala (1996)
- El pergamino de la seducción (2004)
- El Infinito en la Palma de la Mano (2008)
- El País de las Mujeres (2010)
- El Intenso Calor de la Luna (2015)
- Las fiebres de la memoria (2018)
- Un silencio lleno de murmullos (2024)

Otros
- El taller de las mariposas (1994) - Cuento infantil
- El país bajo mi piel, memorias de amor y de guerra (2001) - MemoriaAutobiografía
- Rebeliones y revelaciones (2018) - Ensayo[33]
- El Apretado Abrazo de la Enredadera (2019)
- El día que los árboles volaron (2019)
- Cuando floreció la risa (2017)
- Luciérnagas - Ensayo (2022)[34]

## Premios y reconocimientos
- Sobre la grama - Premio Mariano Fiallos Gil de Poesía de la Universidad Nacional Autónoma de Nicaragua, 1972
- Línea de fuego - Premio Casa de las Américas de Poesía, 1978
- La mujer habitada - Premio Novela Política del Año de los Libreros, Bibliotecarios y Editores de Alemania (Fundación Friedrich Ebert), 1989
- La mujer habitada - Premio Anna Seghers, 1989.[18]
- El taller de las mariposas - cuento infantil Premio Luchs (Lucha) del Semanario Die Zeit, 1992
- Mi íntima multitud - Premio de Poesía Generación del 27, 2002[35]
- El país bajo mi piel - Finalista de Los Angeles Times Book Prize, 2003
- El pergamino de la seducción - Premio Pluma de Plata, 2005 (Feria del Libro de Bilbao)
- Fuego soy apartado y espada puesta lejos - Premio Internacional de Poesía Ciudad de Melilla, XXVIII Edición 2006
- El infinito en la palma de la mano - Premio Biblioteca Breve de Novela, 2008.[18]
- El infinito en la palma de la mano - Premio Sor Juana Inés de la Cruz, 2008 (Feria Internacional del Libro de Guadalajara).[18]
- El país de las mujeres - Premio Hispanoamericano de Novela La Otra Orilla, VI Edición 2010
- Medalla de Reconocimiento del Teatro Nacional Rubén Darío por 25 años de labor cultural
- Miembro de la Academia Nicaragüense de la Lengua
- Miembro de PEN Club Internacional
- Orden de las Artes y las Letras en el grado de Caballero que otorga el Ministerio de Cultura de Francia (2013)
- Premio al Mérito Literario Internacional Andrés Sabella (2014)
- Premio de Bellas Artes de Francia (2014)
- Premio Eñe 2018 otorgado por el Festival Eñe en reconocimiento a su obra, trayectoria y compromiso cívico.[36]
- Premio Hermann Kesten del PEN alemán por su obra y su labor por la defensa de los derechos humanos y de la mujer.[18](2018)[37]
- Premio Oxfam PEN en Ámsterdam por su labor en defensa de la libre expresión y su obra poética (2018)
- Finalista del Premio Bienal de Novela Mario Vargas Llosa por su novela Las fiebres de la memoria (2018)[30]
- Premio Jaime Gil de Biedma por su poemario El pez rojo que nada en el pecho (2020)[31]
- Premio Reina Sofía de Poesía Iberoamericana, otorgado por Patrimonio Nacional de España y la Universidad de Salamanca (2023)[38][11]
- Premio Internacional Pedro Henríquez Ureña, otorgado por Ministerio de Cultura de la República Dominicana (2023), compartido con Sergio Ramírez[39]